# Costituzione della Turchia

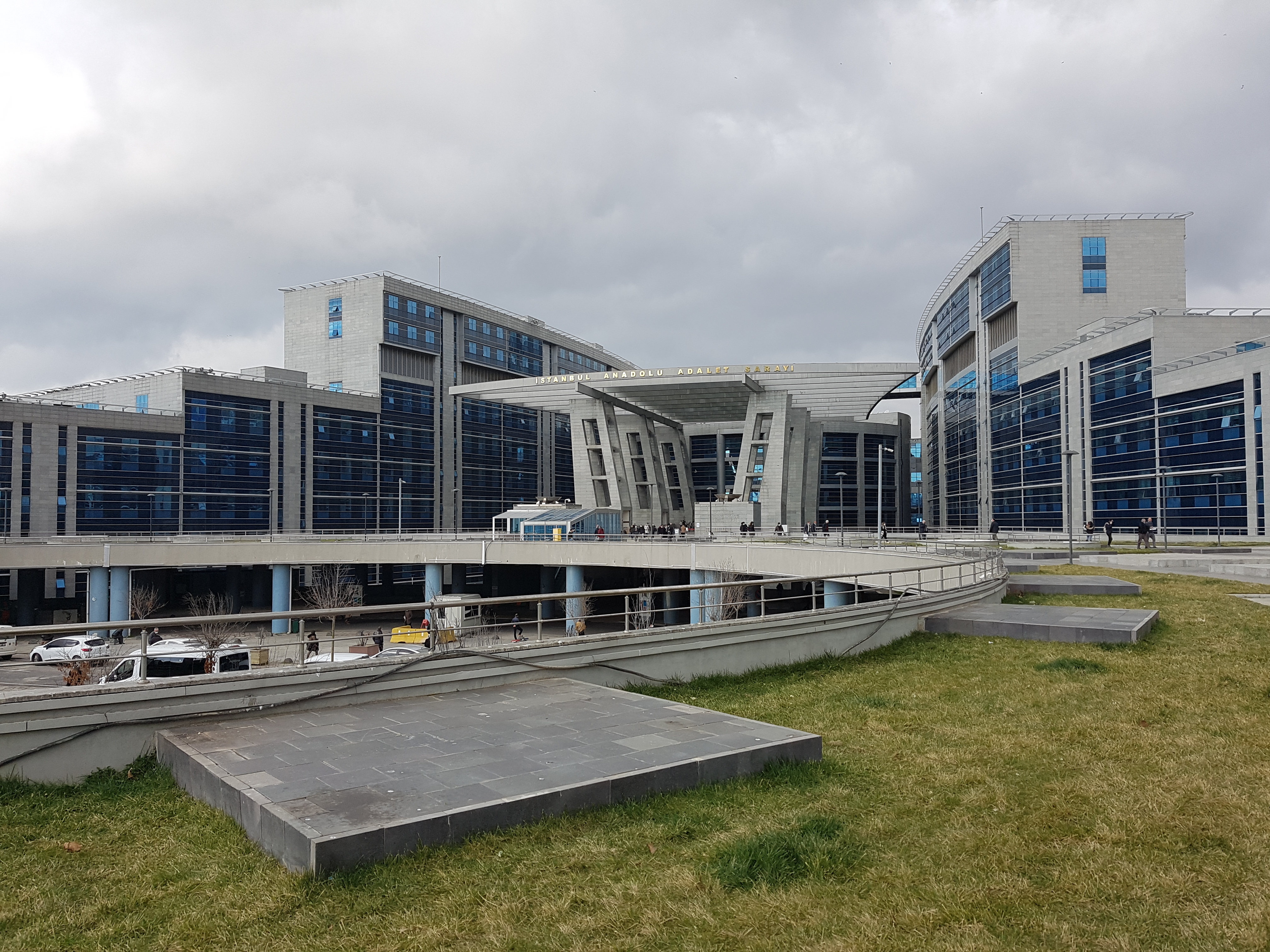
Palazzo della Corte di giustizia a Kartal, Istanbul.

La Costituzione della Repubblica di Turchia (in turco Türkiye Cumhuriyeti Anayasası), nota anche come Costituzione del 1982, è la legge fondamentale della Turchia. Stabilisce l'organizzazione del governo e stabilisce i principi e le regole di condotta dello Stato insieme alle sue responsabilità nei confronti dei suoi cittadini. La costituzione stabilisce anche i diritti e le responsabilità di questi ultimi, fissando le linee guida per la delega e l'esercizio della sovranità che appartiene al popolo turco.
La costituzione è stata ratificata il 7 novembre 1982. Ha sostituito la precedente Costituzione del 1961. La costituzione è stata modificata diciannove volte, tre delle quali tramite referendum, nel 2007, 2010, 2017, e una delle quali parzialmente tramite referendum nel 1987. Ad aprile 2016, 113 dei 177 articoli della Costituzione del 1982 sono stati complessivamente modificati.

## Storia
La prima costituzione dell'Impero ottomano fu adottata nel 1876 e rivista nel 1908.
Fin dalla sua fondazione, il moderno stato turco è stato governato da quattro documenti:
- La Costituzione del 1921,
- La Costituzione del 1924,
- La Costituzione del 1961, e,
- L'attuale Costituzione del 1982.

L'attuale costituzione è stata ratificata da referendum popolare durante la giunta militare del 1980-1983. Dalla sua ratifica nel 1982, l'attuale costituzione ha supervisionato molti importanti eventi e cambiamenti nella Repubblica di Turchia ed è stata modificata molte volte per stare al passo con le congiunture geopolitiche globali e regionali. Nel 2010 sono state apportate importanti modifiche. Nel marzo 2011 è stata apportata una modifica minore all'articolo 59, sui mezzi consentiti per impugnare le "decisioni delle federazioni sportive relative all'amministrazione e alla disciplina delle attività sportive". In seguito al referendum costituzionale del 2017, sono state introdotte modifiche fondamentali, inclusa la modifica del sistema parlamentare turco in un sistema presidenziale.

## Panoramica

### Parte prima: Principi fondanti
La Costituzione afferma che la Turchia è una repubblica laica (2.1) e democratica (2.1) (1.1) che trae la propria sovranità (6.1) dal popolo. La sovranità spetta alla Nazione turca, che ne delega l'esercizio a un parlamento unicamerale eletto, la Grande Assemblea Nazionale Turca.

Sigillo dell'Assemblea

L'articolo 4 dichiara l'inamovibilità dei principi fondanti della Repubblica definiti nei primi tre articoli e vieta ogni proposta di modifica. Il preambolo richiama anche i principi del nazionalismo, definito come il "benessere materiale e spirituale della Repubblica". La natura fondamentale della Turchia è la laïcité (2), l'uguaglianza sociale (2), l'uguaglianza davanti alla legge (10), la forma di governo repubblicana (1), l'indivisibilità della Repubblica e della Nazione turca (3.1)." Pertanto si propone di fondare uno stato-nazione unitario basato sui principi della democrazia laica.
Obbiettivi e doveri fondamentali dello Stato sono definiti all'articolo 5. La Costituzione stabilisce una separazione dei poteri tra il Potere Legislativo (7.1), il Potere Esecutivo (8.1) e il Potere Giudiziario (9.1) dello Stato. La separazione dei poteri tra legislativo ed esecutivo è vaga, mentre quella tra esecutivo e legislativo con la magistratura è rigida.

### Parte seconda: diritti individuali e di gruppo
La seconda parte della costituzione è la carta dei diritti. L'articolo 12 garantisce "diritti e libertà fondamentali", che sono definiti come comprendenti:
- Articolo 17: Inviolabilità personale, entità materiale e spirituale dell'individuo (diritto alla vita)
- Articolo 18: Divieto di lavoro forzato
- Articolo 19: Libertà e sicurezza personali (sicurezza della persona)
- Articolo 20: Privacy della vita individuale
- Articolo 21: Inviolabilità del domicilio
- Articolo 22: Libertà di comunicazione
- Articolo 23: Libertà di soggiorno e di circolazione
- Articolo 24: Libertà di religione e di coscienza
- Articolo 25: Libertà di pensiero e di opinione
- Articolo 26: Libertà di espressione e diffusione del pensiero
- Articolo 27: Libertà della scienza e delle arti
- Articolo 35: Diritto di proprietà

L'articolo 5 della Costituzione enuncia la ragion d'essere dello Stato turco, ovvero "fornire le condizioni necessarie per lo sviluppo dell'esistenza materiale e spirituale dell'individuo".
Molti di questi diritti radicati hanno la loro base nelle carte internazionali dei diritti, come la Dichiarazione universale dei diritti dell'uomo, che la Turchia è stata una delle prime nazioni a ratificare nel dicembre 1948.

#### Uguaglianza dei cittadini

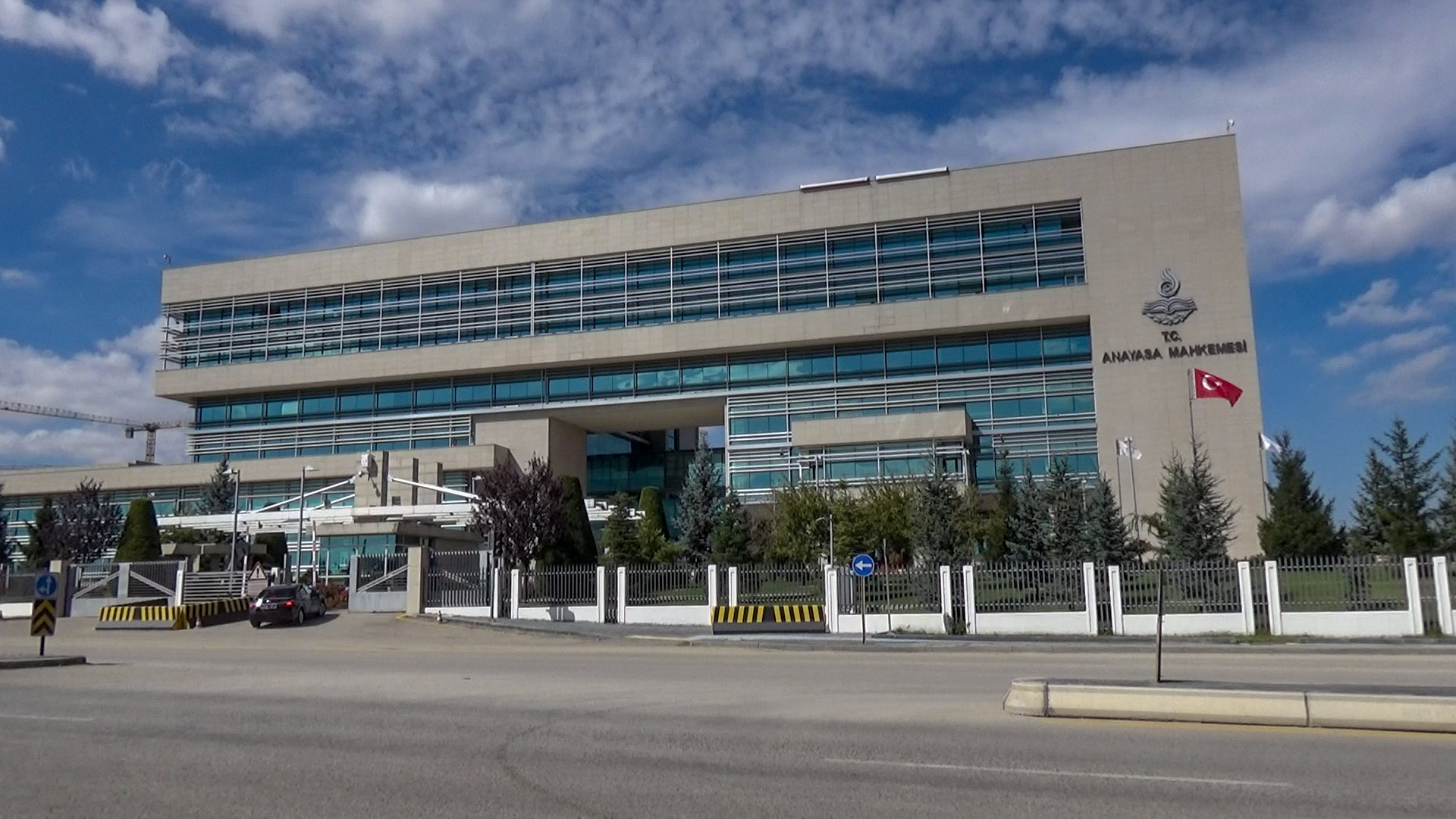
La Corte Costituzionale della Turchia ad Ankara.

Oltre alle disposizioni che stabiliscono la Turchia come stato laico, l'articolo 10 va oltre per quanto riguarda l'uguaglianza dei suoi cittadini, vietando qualsiasi discriminazione basata sulla loro "lingua, razza, colore, sesso, opinione politica, convinzioni filosofiche o credenze religiose" e garantendo la loro uguaglianza agli occhi della legge. Prendendo in prestito dagli ideali rivoluzionari francesi della nazione e della Repubblica, l'articolo 3 afferma che "Lo Stato turco, con il suo territorio e la sua nazione, è un'entità indivisibile. La sua lingua è il turco ". L'articolo 66 definisce un'identità civica turca: "è turco chiunque sia legato allo Stato turco attraverso il vincolo di cittadinanza".

#### Libertà di espressione
L'articolo 26 stabilisce la libertà di espressione e gli articoli 27 e 28 la libertà di stampa, mentre gli articoli 33 e 34 affermano rispettivamente la libertà di associazione e la libertà di assemblea.

#### Diritti delle associazioni
Le classi sono considerate irrilevanti in termini legali (A10). La Costituzione afferma il diritto dei lavoratori di formare sindacati "senza autorizzazione" e "di possedere il diritto di iscriversi ad un sindacato e di recedere liberamente dall'iscrizione" (A51). Gli articoli 53 e 54 affermano rispettivamente il diritto dei lavoratori di contrattazione collettiva e di sciopero.

### Terza parte: organi fondamentali

#### Potere legislativo
L'articolo 7 prevede l'istituzione di un parlamento unicamerale come unico organo di espressione del popolo sovrano. L'articolo 6 della Costituzione afferma che "la sovranità è pienamente e incondizionatamente investita della nazione" e che "la Nazione turca eserciterà la sua sovranità attraverso gli organi autorizzati come prescritto dai principi stabiliti dalla Costituzione". Lo stesso articolo esclude anche la delega di sovranità "a qualsiasi individuo, gruppo o classe" e afferma che "nessuna persona o agenzia eserciterà alcuna autorità statale che non derivi dalla Costituzione". L'articolo 80 (A80) afferma il principio della sovranità nazionale: "i membri della Grande Assemblea Nazionale Turca rappresentano, non solo i propri collegi elettorali o costituenti, ma la Nazione nel suo insieme".
La terza parte, capitolo uno (articoli 75-100) stabilisce le regole per l'elezione e il funzionamento della Grande Assemblea nazionale turca come organo legislativo, nonché le condizioni di ammissibilità (A76), l'immunità parlamentare (A83) e le procedure legislative generali che seguono. Per gli articoli 87 e 88, sia il governo che il parlamento possono proporre leggi, tuttavia è solo il parlamento che ha il potere di emanare leggi (A87) e ratificare trattati della Repubblica con altri stati sovrani (A90).
Con la riforma costituzionale del 2017 il presidente diventa sia il capo dello Stato che capo del governo, con il potere di nominare e rimuovere dall'incarico i ministri e il vicepresidente. Precedentemente il Presidente della Repubblica era eletto dal parlamento e aveva un ruolo prevalentemente cerimoniale come Capo dello Stato.

#### Giudiziario

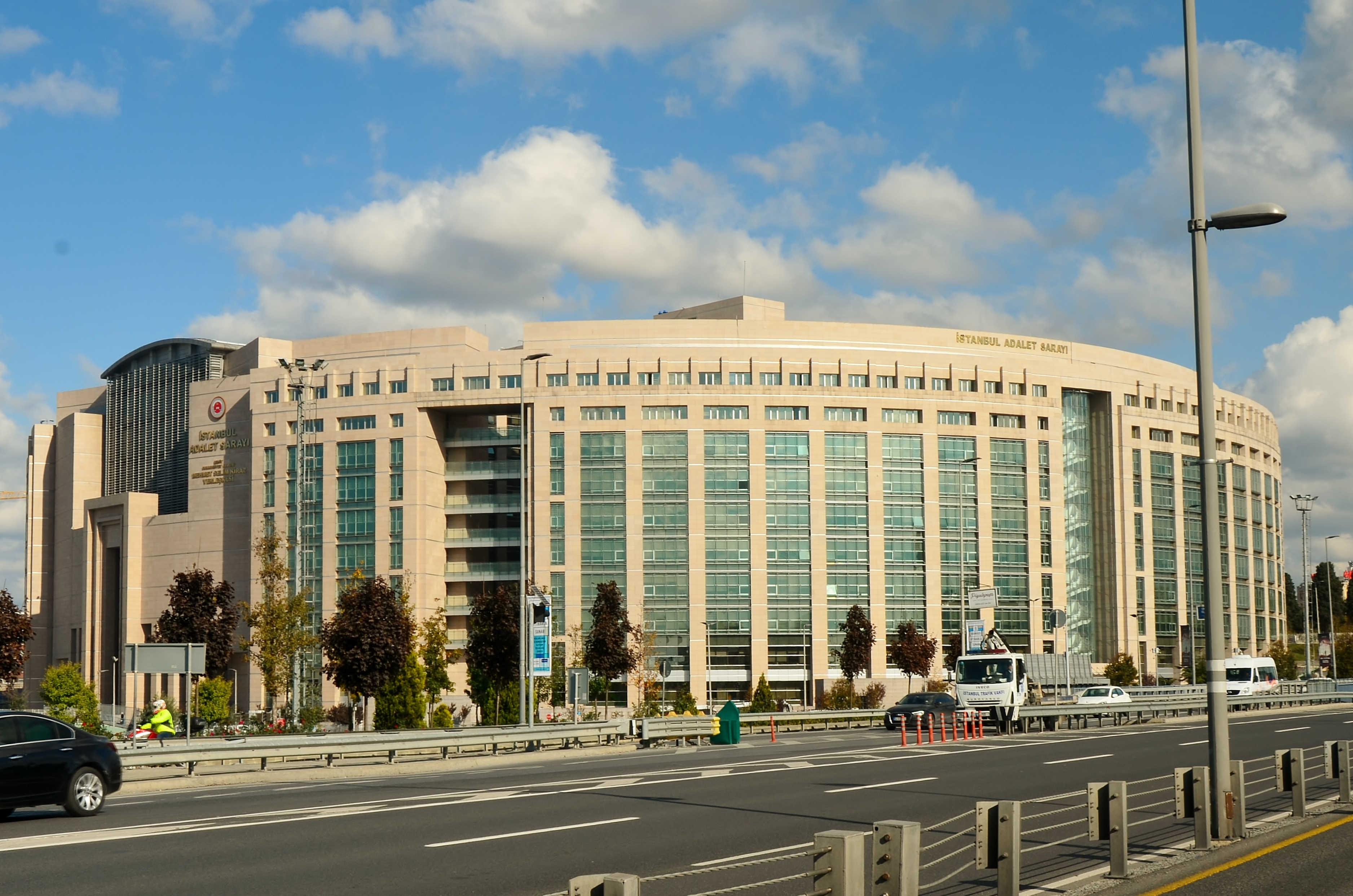
Il palazzo di giustizia di Istanbul Çağlayan è un tribunale nel distretto di Şişli di Istanbul.

L'articolo 9 afferma che "il potere giudiziario sarà esercitato da tribunali indipendenti per conto della Nazione turca". La parte quarta fornisce le regole relative al loro funzionamento e ne garantisce la piena indipendenza (A137-140). La magistratura si conforma al principio della separazione dei poteri non solo per la sua indipendenza dai poteri esecutivo e legislativo del governo, ma per la sua divisione in due entità, giustizia amministrativa e giustizia giudiziaria, con il Danıştay (Consiglio di Stato) il tribunale supremo per il primo (A155) e l'Yargıtay (Alta Corte d'Appello) il tribunale supremo per il secondo (154).
La Parte Quarta, Sezione Seconda, prevede una Corte Costituzionale che si pronuncia sulla conformità delle leggi e dei decreti governativi alla Costituzione. Può esaminare le cause deferite dal Presidente della Repubblica, dal governo, dai membri del Parlamento (A150) o da qualsiasi giudice davanti al quale sia stata sollevata una questione costituzionale da un imputato o da un attore (A152). La Corte costituzionale ha diritto al riesame sia a priori che a posteriori (rispettivamente prima e dopo l'emanazione), e può invalidare intere leggi o interi decreti e vietarne l'applicazione per tutti i casi futuri (A153).

#### Esecutivo
Ai sensi dell'articolo 8, il potere esecutivo spetta al Presidente della Repubblica e al Consiglio dei ministri. La Parte Terza, Capo Primo, Sezione Seconda (artt. 109-116) stabilisce le regole per la conferma e il funzionamento dell'esecutivo, composto dal Presidente del Consiglio dei Ministri e dal Consiglio dei ministri (A109).
La Parte Terza, Capitolo Due, Sezione Quarta, organizza il funzionamento dell'amministrazione centrale e di alcune importanti istituzioni della Repubblica come le sue università (A130-132), le amministrazioni locali (A127), i servizi pubblici fondamentali (A128) e la sicurezza nazionale (A117- 118). L'articolo 123 stabilisce che "l'organizzazione e le funzioni dell'amministrazione si basano sui principi di accentramento e di amministrazione locale".

##### Sicurezza nazionale
Le forze armate turche (TAF) sono subordinate al presidente, in qualità di comandante in capo. Il Capo di Stato Maggiore delle TAF è responsabile nei confronti del Presidente del Consiglio nell'esercizio delle sue funzioni, e quest'ultimo è responsabile, insieme al resto del Consiglio dei ministri, dinanzi al Parlamento (A117).
Il Consiglio di Sicurezza Nazionale è un'organizzazione consultiva, composta dal Capo di Stato Maggiore e dai quattro principali Comandanti della TAF e da membri selezionati del Consiglio dei ministri, per sviluppare la "politica di sicurezza nazionale dello Stato" (A118).

### Revisione ed emendamenti
All'articolo 175, stabilisce anche la procedura della propria revisione e modifica mediante referendum o voto a maggioranza qualificata di 2/3 nell'Assemblea nazionale. Non riconosce il diritto all'iniziativa popolare: solo i parlamentari possono proporre modifiche alla Costituzione.
Una revisione della Costituzione è stata approvata il 13 settembre 2010 con un'approvazione del 58% data dai 39 milioni di persone che hanno votato. Il cambiamento avrebbe consentito all'Assemblea nazionale di nominare un numero di giudici dell'alta corte, avrebbe ridotto il potere del sistema giudiziario militare sulla popolazione civile e avrebbe migliorato i diritti umani. Le modifiche rimuovono anche l'immunità dall'azione penale che gli ex leader del colpo di Stato militare dei primi anni '80 si erano concessi.
| #  | Data             | Note |
| -- | ---------------- | --- |
| 1  | 17 maggio 1987   | Età di voto abbassata da 21 a 19, numero di parlamentari aumentato da 400 a 450, bando dei politici revocato nel 1980, referendum costituzionale turco del 1987 |
| 2  | 8 luglio 1993    | Radio e televisioni pubbliche consentite |
| 3  | 23 luglio 1995   | Età di voto ridotta da 19 a 18, numero di parlamentari aumentato da 450 a 550                                                                                   |
| 4  | 18 giugno 1999   | Nomina di giudici civili presso i tribunali per la sicurezza dello Stato al posto dei giudici militari                                                          |
| 5  | 13 agosto 1999   | Introdotta la privatizzazione |
| 6  | 3 ottobre 2001   | Principali modifiche in conformità con l'acquis dell'Unione europea e la Convenzione europea dei diritti dell'uomo                                              |
| 7  | 21 novembre 2001 | Modifiche per diritti e pensionamento dei parlamentari |
| 8  | 27 dicembre 2002 | Elezioni provvisorie introdotte |
| 9  | 7 maggio 2004    | Seconde modifiche apportate in conformità con l'acquis dell'Unione europea                                                                                      |
| 10 | 21 giugno 2005   | Modifiche all'elezione dei membri del Consiglio Supremo della Radio e della Televisione                                                                         |
| 11 | 29 ottobre 2005  | Modifiche alle leggi di bilancio |
| 12 | 13 ottobre 2006  | Età della candidatura abbassata da 30 a 25 |
| 13 | 10 maggio 2007   | Legge provvisoria sui politici indipendenti per le elezioni del 2007                                                                                            |
| 14 | 31 maggio 2007   | La legislatura viene abbassata da 5 a 4, il presidente sarebbe eletto con voto popolare, referendum costituzionale turco del 2007                               |
| 15 | 9 febbraio 2008  | Modifiche alla fruizione dei servizi pubblici da parte dei titolari di cariche pubbliche                                                                        |
| 16 | 7 maggio 2010    | Referendum costituzionale turco del 2010 |
| 17 | 17 marzo 2011    | Artbitrato sulle attività sportive |
| 18 | 20 maggio 2016   | Modifiche sull'immunità parlamentare, soprattutto per i partiti di opposizione e filocurdi                                                                      |
| 19 | 21 gennaio 2017  | Trasformazione della Forma dello Stato dal Parlamentarismo al Presidenzialismo (vedasi: Referendum costituzionale turco del 2017)                               |

## Critica

### Diritti etnici
La Costituzione del 1982 è stata criticata in quanto limitante le libertà culturali e politiche individuali rispetto alla precedente costituzione del 1961. Per il Trattato di Losanna che ha istituito legalmente la Repubblica Turca, le uniche minoranze sono Greci, Armeni ed Ebrei, che hanno anche alcuni privilegi non riconosciuti ad altre comunità etniche, per il trattato. Secondo l'Unione europea, la costituzione nega i diritti fondamentali della popolazione curda perché alcuni articoli, in particolare l'articolo 42, sono contro i diritti delle minoranze. La Commissione europea contro il razzismo e l'intolleranza (ECRI) del Consiglio d'Europa ha pubblicato il suo terzo rapporto sulla Turchia nel febbraio 2005. La commissione ha preso la posizione che il parlamento avrebbe dovuto rivedere l'articolo 42 della Costituzione, che vieta l'insegnamento di qualsiasi lingua diversa dal turco come prima lingua nelle scuole. Il principio costituzionale turco di non consentire l'insegnamento di altre lingue come prime lingue nelle scuole ai propri cittadini, oltre a quello ufficiale, è criticato dall'UE, dalle organizzazioni per i diritti umani e dalle minoranze della Turchia. Ai curdi, che costituiscono tra il 10 e il 20% della popolazione turca, non è consentito ricevere l'istruzione nella propria lingua madre a causa di tale articolo.
Attualmente le lingue circassa, curda, zaza, laz possono essere scelte nelle lezioni in alcune scuole pubbliche. Dal 2003 possono essere offerti corsi privati di insegnamento delle lingue minoritarie, ma il curriculum, la nomina degli insegnanti e i criteri per l'iscrizione sono soggetti a restrizioni significative. Tutti i corsi privati di curdo sono stati chiusi nel 2005 a causa delle barriere burocratiche e della riluttanza dei curdi a dover "pagare per imparare la loro lingua madre". Nel 2015, solo 28 scuole offrivano la lingua curda come corso selettivo. Inoltre, né le scuole private né quelle pubbliche possono ancora utilizzare la lingua curda o altre lingue oltre al turco come prima lingua.

### Libertà di espressione
La costituzione garantisce la libertà di espressione, come dichiarato all'articolo 26. L'articolo 301 del codice penale turco stabilisce che "Chiunque denigri pubblicamente la Nazione turca, la Repubblica o la Grande Assemblea Nazionale di Turchia, è punito con la reclusione da sei mesi a tre anni" e inoltre che "Le espressioni di pensiero destinate criticare non costituisce reato”.
L'osservazione di Orhan Pamuk "Un milione di armeni e 30.000 curdi sono stati uccisi in queste terre, e nessuno tranne me osa parlarne" è stata considerata da alcuni una violazione dell'articolo 10 della Costituzione e ha portato al suo processo nel 2005. La denuncia contro Orhan Pamuk era stata presentata da un gruppo di avvocati guidati da Kemal Kerinçsiz e le accuse erano state presentate da un procuratore distrettuale ai sensi dell'articolo 301 del codice penale turco. Pamuk è stato successivamente rilasciato e le accuse annullate dal ministero della giustizia per un cavillo. Lo stesso gruppo di avvocati ha anche presentato querele contro altri autori meno noti per gli stessi motivi. Kerinçsiz è stato incriminato nell'inchiesta Ergenekon del 2008, insieme a molti altri.

### Influenza dei militari
Sebbene modificata più volte negli ultimi tre decenni, in particolare nel quadro delle riforme dell'Unione europea, la costituzione del 1982 è anche criticata per aver dato ai militari troppa influenza negli affari politici attraverso il Consiglio di sicurezza nazionale. Le forze armate turche si considerano le custodi della natura laica e unitaria della Repubblica insieme alle riforme di Atatürk e sono intervenute tre volte assumendo il governo nel 1960, nel 1971 e nel 1980.